# Systemåterställning
Systemåterställning är ett verktyg som gör det möjligt för användaren att återställa datorn till en tidigare tidpunkt. Programmet används för att ångra skadliga ändringar eller för att återställa tidigare inställningar på datorn. Ett program med detta namn arbetar helt i bakgrunden och övervakar i Windows  ändringar i systemfiler och registret. Motsvarigheten i Mac OS, Time Machine kan även återställa program individuellt.